# Cladogenese
Cladogenese is een vorm van evolutionaire afsplitsing waarbij een soort en de geëvolueerde taxonen een "clade" vormen (een schematische weergave van een groep organismen, die alle individuen omvat die zouden afstammen van een bepaalde gemeenschappelijke evolutionaire voorouder, plus die voorouder zelf).
Cladogenese dient niet verward te worden met anagenese; de evolutie van soorten waarbij de populatie in haar geheel evolueert, en de oorspronkelijke soort als uitgestorven kan worden bestempeld.

## Mechanisme
Cladogenese binnen een soort vindt meestal plaats wanneer enkele organismen evolueren tot een nieuwe soort. Dit kan bijvoorbeeld gebeuren onder invloed van een nieuwe leefomgeving, of door een verandering van het huidige milieu, waardoor delen van een soort, of meerdere soorten, uitsterven, met als gevolg dat er niches ontstaan voor de overlevenden. 
Wanneer er voldoende mutaties in het genoom van enkele individuen binnen de soort hebben plaatsgevonden, en wanneer deze mutaties stabiel blijven binnen die populatie, met als gevolg dat er een significante differentiate ten opzichte van de oorspronkelijke soort waar te nemen is, kan er een nieuwe soort worden toegewezen.
Een voorbeeld van cladogenese vandaag de dag zijn de Hawaïaanse eilanden. Hier leven organismen die met behulp van zeestromingen en wind) meegevoerd zijn over de oceaan, naar andere eilanden of gebieden dan waar ze oorspronkelijk vandaan kwamen. De meeste van deze soorten op de eilanden kunnen nergens anders op de wereld worden gevonden, als gevolg van evolutionaire veranderingen.